# Seattle-Tacoma International Airport

i7
i11
i13
Der Seattle-Tacoma International Airport (kurz „Sea-Tac“, IATA-Code: SEA, ICAO-Code: KSEA) ist der internationale Flughafen der Städte Seattle und Tacoma im US-Bundesstaat Washington. Er dient als Drehkreuz von Alaska Airlines und Delta Air Lines.
Im Jahr 2023 wurden rund 50,9 Millionen Passagiere befördert, damit war er der elftgrößte Flughafen in den Vereinigten Staaten, weltweit lag er auf Platz 28.

## Lage und Verkehrsanbindung

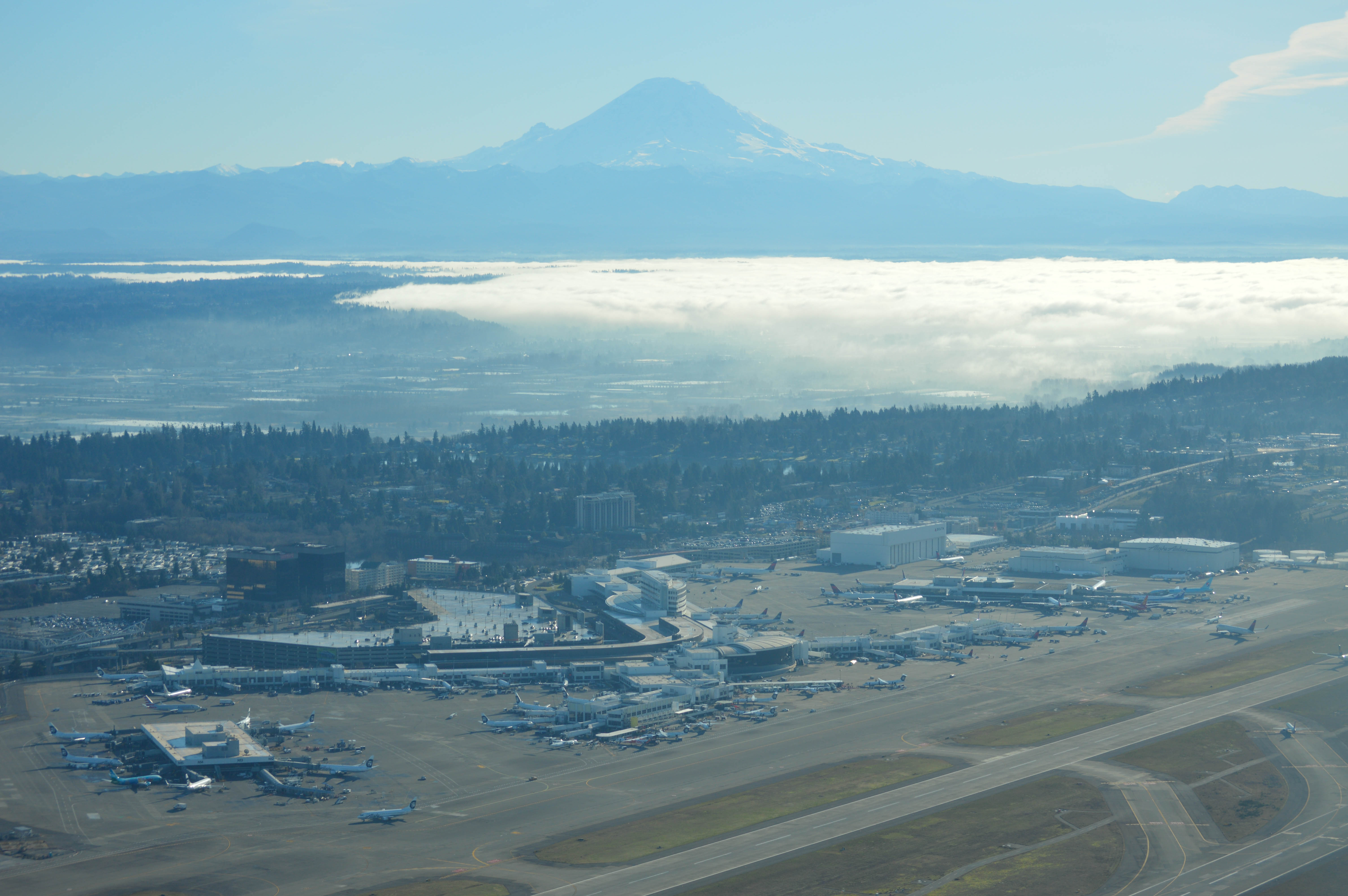
Die Flughafenterminals, im Hintergrund Mount Rainier

Der Seattle-Tacoma International Airport befindet 18 Kilometer südlich von Seattle und 23 Kilometer nordöstlich von Tacoma. Er liegt vollständig auf dem Gebiet der Stadt SeaTac. Die Washington State Route 99 verläuft östlich des Flughafens, die Washington State Route 509 westlich des Flughafens und die Washington State Route 518 nördlich des Flughafens. Außerdem verläuft die Interstate 5 zwei Kilometer östlich des Flughafens.
Der Seattle-Tacoma International Airport ist durch Busse und eine Stadtbahn in den Öffentlichen Personennahverkehr eingebunden. Die Busse auf der Rapid Ride A line und den Routen 156 und 180 des Betreibers King County Metro und die Busse auf den Routen 560 und 574 des Betreibers Sound Transit verbinden ihn mit umliegenden Städten. Eine Fahrt mit der Linie 1 der Stadtbahn Seattle nach Downtown Seattle dauert knapp 40 Minuten.

## Geschichte
Der Flughafen Seattle-Tacoma wurde 1944 vom Port of Seattle als Flughafen für den zivilen Flugverkehr gegründet, nachdem das US-Militär während des Zweiten Weltkriegs die Kontrolle über den Flughafen des Boeing-Werks übernommen hatte. Die Gesellschaft erhielt für den Bau eine Million US-Dollar von der Civil Aeronautics Administration sowie 100.000 US-Dollar von der Stadt Tacoma.
Der kommerzielle Flugverkehr begann 1947. Nachdem die Fluggesellschaft Northwest Airlines im Jahr 1949 den Dienst nach Tokio aufgenommen hatte, wurde das Wort International zum Namen des Flughafens hinzugefügt. Am 9. Juli desselben Jahres wurde ein neues Passagierterminal eröffnet. Die Start- bzw. Landebahn wurde zweimal verlängert, zunächst 1959, um Strahlflugzeuge starten und landen zu lassen, sowie 1961, um den ansteigenden Verkehr im Rahmen der Weltausstellung zu gewährleisten. In den Jahren von 1967 bis 1973 wurden unter anderem eine zweite Start- und Landebahn, eine Parkgarage sowie zwei Terminals gebaut.
In den 1970er Jahren klagten mehrere Anwohner unter anderem wegen Fluglärms, Vibrationen und Abgasen, die vom Flughafen ausgingen. Daraufhin wurden 100 Millionen US-Dollar investiert, um diese Probleme zu beseitigen.

## Fluggesellschaften und Ziele
Der Seattle-Tacoma International Airport ist das wichtigste Drehkreuz der Fluggesellschaft Alaska Airlines und deren Tochterunternehmen Horizon Air. Außerdem dient er auch Delta Air Lines als Drehkreuz. Er wird von 34 Fluggesellschaften genutzt.
Insgesamt werden 93 nationale und 30 internationale Ziele angeflogen. Das internationale Streckennetz umfasst Linienflüge nach Kanada und Mexiko sowie Interkontinentalflüge nach Asien und Europa. Im deutschsprachigen Raum werden aktuell Frankfurt und München angeflogen, ab Juni 2025 auch Zürich.
Daneben wird von 27 Fluggesellschaften Luftfracht befördert.
| Passagiere – International (2021) | Passagiere – International (2021) | Passagiere – International (2021) | Passagiere – International (2021) |
| Rang                              | Fluggesellschaft                  | Passagiere                        | Anteil                            |
| --------------------------------- | --------------------------------- | --------------------------------- | --------------------------------- |
| 1                                 | Delta Air Lines                   | 483.478                           | 28,97 %                           |
| 2                                 | Alaska Airlines                   | 348.479                           | 20,88 %                           |
| 3                                 | Qatar Airways                     | 112.554                           | 6,74 %                            |
| 4                                 | Volaris                           | 92.418                            | 5,54 %                            |
| 5                                 | Air Canada                        | 77.886                            | 4,67 %                            |
| 6                                 | Aeromexico                        | 75.473                            | 4,52 %                            |
| 7                                 | Emirates                          | 61.128                            | 3,66 %                            |
| 8                                 | Lufthansa                         | 59.550                            | 3,57 %                            |
| 9                                 | Icelandair                        | 58.979                            | 3,53 %                            |
| 10                                | British Airways                   | 48.188                            | 2,89 %                            |
|                                   | Andere                            | 251.040                           | 15,04 %                           |

| Passagiere – Gesamt (2021) | Passagiere – Gesamt (2021) | Passagiere – Gesamt (2021) | Passagiere – Gesamt (2021) |
| Rang                       | Fluggesellschaft           | Passagiere                 | Anteil                     |
| -------------------------- | -------------------------- | -------------------------- | -------------------------- |
| 1                          | Alaska Airlines            | 20.590.797                 | 56,95 %                    |
| 2                          | Delta Air Lines            | 8.339.621                  | 23,07 %                    |
| 3                          | American Airlines          | 1.885.142                  | 5,21 %                     |
| 4                          | Southwest Airlines         | 1.852.059                  | 5,12 %                     |
| 5                          | United Airlines            | 1.736.380                  | 4,80 %                     |
| 6                          | Hawaiian Airlines          | 295.718                    | 0,82 %                     |
| 7                          | Spirit Airlines            | 193.180                    | 0,53 %                     |
| 8                          | Frontier Airlines          | 183.209                    | 0,51 %                     |
| 8                          | Jetblue Airways            | 175.866                    | 0,49 %                     |
| 10                         | Qatar Airways              | 112.554                    | 0,31 %                     |
|                            | Andere                     | 789.489                    | 2,18 %                     |

| Fracht – Gesamt (2021) | Fracht – Gesamt (2021)      | Fracht – Gesamt (2021) | Fracht – Gesamt (2021) |
| Rang                   | Fluggesellschaft            | Luftfracht (Tonnen)    | Anteil                 |
| ---------------------- | --------------------------- | ---------------------- | ---------------------- |
| 1                      | FedEx                       | 137.512                | 27,57 %                |
| 2                      | Air Transport International | 127.384                | 25,54 %                |
| 3                      | Delta Air Lines             | 37.233                 | 7,47 %                 |
| 4                      | Alaska Airlines             | 34.297                 | 6,88 %                 |
| 5                      | ABX Air                     | 18.084                 | 3,63 %                 |
| 6                      | Kalitta Air                 | 17.009                 | 3,41 %                 |
| 7                      | EVA Air                     | 15.214                 | 3,05 %                 |
| 8                      | China Airlines              | 14.334                 | 2,87 %                 |
| 9                      | Korean Air                  | 12.519                 | 2,51 %                 |
| 10                     | Cargolux                    | 11.709                 | 2,35 %                 |
|                        | Andere                      | 73.444                 | 14,73 %                |

1. ↑  Die Zahlen beinhalten die jeweiligen Zubringerfluggesellschaften.
2. ↑  Die Zahlen beinhalten die jeweiligen Zubringerfluggesellschaften.
3. ↑  Die Zahlen beinhalten die jeweiligen Zubringerfluggesellschaften.

## Flughafenanlagen

Flughafendiagramm

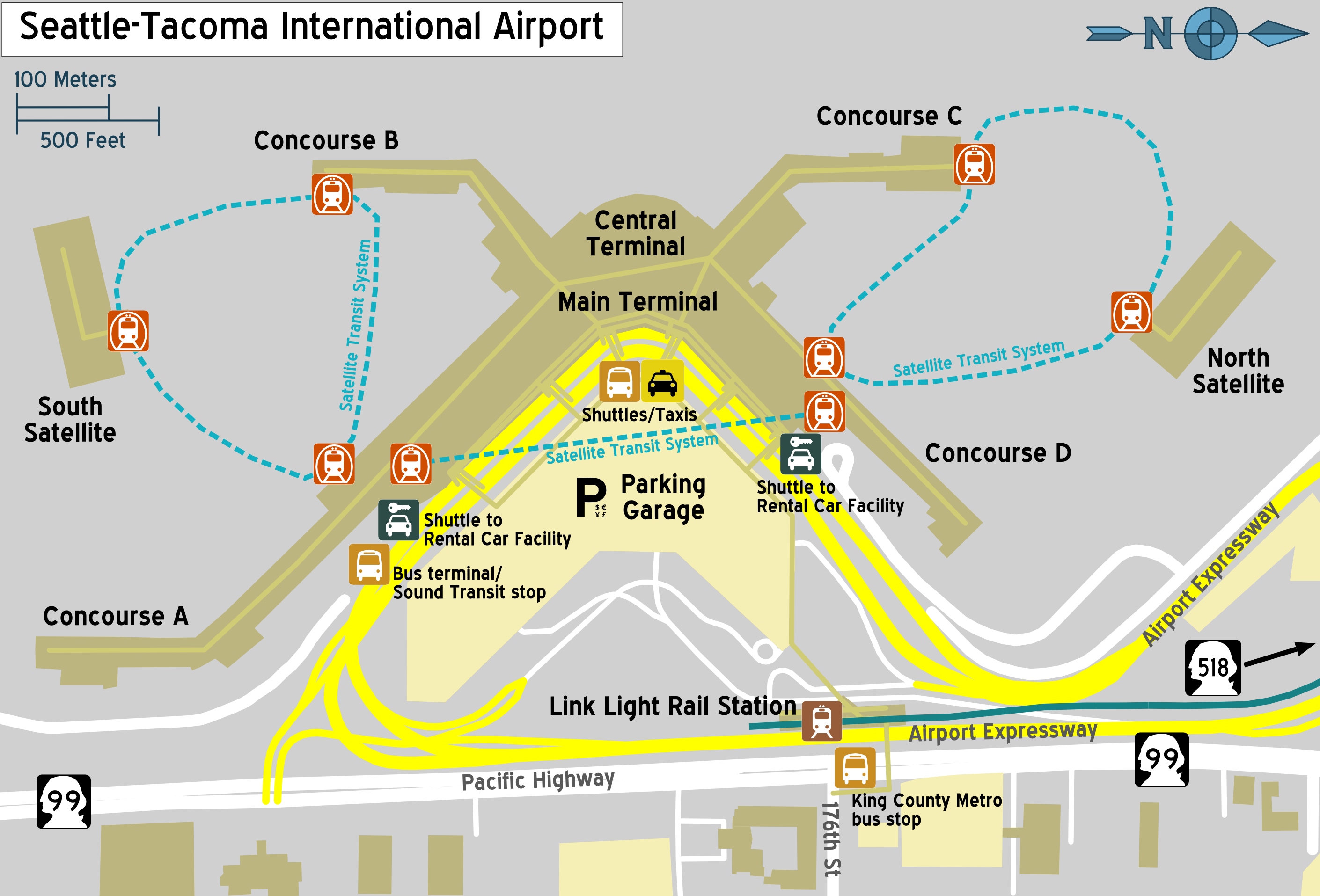
Karte der Passagierterminals

### Start- und Landebahnen
Der Flugverkehr wird auf drei Start- und Landebahnen abgewickelt. Die östliche Start- und Landebahn trägt die Bezeichnung 16L/34R und ist 3627 Meter lang. Die mittlere Start – und Landebahn trägt die Bezeichnung 16C/34C, ist 2873 Meter lang und wurde ursprünglich im Jahr 1969 in Betrieb genommen. Die letzte Start- und Landebahn wurde – als kürzeste – im Jahr 2008 in Betrieb genommen. Diese trägt die Bezeichnung 16R/34L und ist 2591 Meter lang. Sie liegt am westlichen Rand des Flughafengeländes zwischen der Taxiway und der Schnellstraße parallel zu den beiden anderen Bahnen. Alle Start- und Landebahnen sind 46 Meter breit und verfügen über einen Belag aus gerilltem Beton.

### Terminal
Der Seattle-Tacoma International Airport verfügt über ein Hauptterminal mit vier Concourses und zwei Satellitenterminals auf dem Vorfeld. Außerdem sind unter der Bezeichnung Satellite Transit System drei getrennte Peoplemover-Linien in Betrieb, zwei davon verbinden die Satellitenterminals mit den Concourses des Hauptterminals. Insgesamt verfügt der Flughafen über 80 Flugsteige.

## Verkehrszahlen
| Verkehrszahlen des Seattle-Tacoma International Airport 1966–2021 | Verkehrszahlen des Seattle-Tacoma International Airport 1966–2021 | Verkehrszahlen des Seattle-Tacoma International Airport 1966–2021 | Verkehrszahlen des Seattle-Tacoma International Airport 1966–2021 | Verkehrszahlen des Seattle-Tacoma International Airport 1966–2021 | Verkehrszahlen des Seattle-Tacoma International Airport 1966–2021 | Verkehrszahlen des Seattle-Tacoma International Airport 1966–2021 |
| Jahr                                                              | Fluggastaufkommen                                                 | Fluggastaufkommen                                                 | Fluggastaufkommen                                                 | Luftfracht (Tonnen)                                               | Luftpost (Tonnen)                                                 | Flugbewegungen (mit Militär)                                      |
| Jahr                                                              | National                                                          | International                                                     | Gesamt                                                            | Luftfracht (Tonnen)                                               | Luftpost (Tonnen)                                                 | Flugbewegungen (mit Militär)                                      |
| ----------------------------------------------------------------- | ----------------------------------------------------------------- | ----------------------------------------------------------------- | ----------------------------------------------------------------- | ----------------------------------------------------------------- | ----------------------------------------------------------------- | ----------------------------------------------------------------- |
| 2021                                                              | 34.484.842                                                        | 1.669.173                                                         | 36.154.015                                                        | 498.741                                                           | 0                                                                 | 374.510                                                           |
| 2020                                                              | 18.688.560                                                        | 1.356.788                                                         | 20.045.348                                                        | 452.496                                                           | 0                                                                 | 296.048                                                           |
| 2019                                                              | 46.101.340                                                        | 5.727.899                                                         | 51.829.239                                                        | 453.547                                                           | 0                                                                 | 450.487                                                           |
| 2018                                                              | 44.421.969                                                        | 5.427.551                                                         | 49.849.520                                                        | 374.671                                                           | 57.644                                                            | 438.391                                                           |
| 2017                                                              | 41.804.350                                                        | 5.130.269                                                         | 46.934.619                                                        | 366.205                                                           | 59.651                                                            | 416.124                                                           |
| 2016                                                              | 40.870.654                                                        | 4.866.461                                                         | 45.737.115                                                        | 309.105                                                           | 57.326                                                            | 412.170                                                           |
| 2015                                                              | 37.960.191                                                        | 4.380.346                                                         | 42.340.537                                                        | 277.370                                                           | 55.266                                                            | 381.408                                                           |
| 2014                                                              | 33.675.719                                                        | 3.822.548                                                         | 37.498.267                                                        | 275.481                                                           | 51.758                                                            | 340.478                                                           |
| 2013                                                              | 31.247.376                                                        | 3.579.365                                                         | 34.826.741                                                        | 244.447                                                           | 48.262                                                            | 317.186                                                           |
| 2012                                                              | 29.975.042                                                        | 3.248.069                                                         | 33.223.111                                                        | 237.310                                                           | 46.300                                                            | 309.597                                                           |
| 2011                                                              | 29.838.192                                                        | 2.985.028                                                         | 32.823.220                                                        | 234.586                                                           | 45.308                                                            | 314.947                                                           |
| 2010                                                              | 28.745.014                                                        | 2.808.152                                                         | 31.553.166                                                        | 238.062                                                           | 45.230                                                            | 313.954                                                           |
| 2009                                                              | 28.593.782                                                        | 2.633.730                                                         | 31.227.512                                                        | 226.285                                                           | 43.857                                                            | 317.873                                                           |
| 2008                                                              | 29.274.094                                                        | 2.922.434                                                         | 32.196.528                                                        | 245.916                                                           | 44.852                                                            | 345.047                                                           |
| 2007                                                              | 28.585.819                                                        | 2.710.809                                                         | 31.296.628                                                        | 270.746                                                           | 48.267                                                            | 347.046                                                           |
| 2006                                                              | 27.517.599                                                        | 2.478.825                                                         | 29.996.424                                                        | 289.143                                                           | 52.838                                                            | 340.058                                                           |
| 2005                                                              | 26.817.991                                                        | 2.471.035                                                         | 29.289.026                                                        | 284.775                                                           | 53.815                                                            | 341.762                                                           |
| 2004                                                              | 26.368.438                                                        | 2.436.116                                                         | 28.804.554                                                        | 285.162                                                           | 62.355                                                            | 358.894                                                           |
| 2003                                                              | 24.527.470                                                        | 2.272.443                                                         | 26.799.913                                                        | 279.502                                                           | 71.916                                                            | 354.770                                                           |
| 2002                                                              | 24.440.713                                                        | 2.297.845                                                         | 26.738.558                                                        | 286.594                                                           | 88.159                                                            | 364.735                                                           |
| 2001                                                              | 24.683.837                                                        | 2.352.236                                                         | 27.036.073                                                        | 294.286                                                           | 107.249                                                           | 400.635                                                           |
| 2000                                                              | 25.962.051                                                        | 2.446.502                                                         | 28.408.553                                                        | 311.381                                                           | 145.539                                                           | 445.677                                                           |
| 1999                                                              | 25.270.402                                                        | 2.435.086                                                         | 27.705.488                                                        | 300.501                                                           | 143.723                                                           | 433.660                                                           |
| 1998                                                              | 23.710.257                                                        | 2.153.209                                                         | 25.863.466                                                        | 294.165                                                           | 134.162                                                           | 407.576                                                           |
| 1997                                                              | 22.887.340                                                        | 1.842.773                                                         | 24.730.113                                                        | 281.147                                                           | 112.639                                                           | 385.298                                                           |
| 1996                                                              | 22.639.215                                                        | 1.685.381                                                         | 24.324.596                                                        | 285.977                                                           | 102.241                                                           | 395.216                                                           |
| 1995                                                              | 21.107.946                                                        | 1.666.040                                                         | 22.773.986                                                        | 309.679                                                           | 98.519                                                            | 386.536                                                           |
| 1994                                                              | 19.482.971                                                        | 1.489.848                                                         | 20.972.819                                                        | 320.027                                                           | 90.109                                                            | 353.052                                                           |
| 1993                                                              | 17.393.527                                                        | 1.406.997                                                         | 18.800.524                                                        | 297.326                                                           | 84.216                                                            | 339.459                                                           |
| 1992                                                              | 16.462.515                                                        | 1.499.702                                                         | 17.962.217                                                        | 284.242                                                           | 77.366                                                            | 345.995                                                           |
| 1991                                                              | 14.759.181                                                        | 1.554.108                                                         | 16.313.289                                                        | 268.221                                                           | 79.445                                                            | 338.607                                                           |
| 1990                                                              | 14.399.529                                                        | 1.840.780                                                         | 16.240.309                                                        | 245.136                                                           | 68.324                                                            | 355.007                                                           |
| 1989                                                              | 13.710.455                                                        | 1.530.803                                                         | 15.241.258                                                        | 226.239                                                           | 65.196                                                            | 334.924                                                           |
| 1988                                                              | 13.095.487                                                        | 1.400.032                                                         | 14.495.519                                                        | 211.232                                                           | 65.845                                                            | 315.944                                                           |
| 1987                                                              | 13.180.582                                                        | 1.264.900                                                         | 14.445.482                                                        | 193.309                                                           | 65.680                                                            | 292.045                                                           |
| 1986                                                              | 12.465.343                                                        | 1.177.323                                                         | 13.642.666                                                        | 157.027                                                           | 65.975                                                            | 259.939                                                           |
| 1985                                                              | 10.436.161                                                        | 1.030.594                                                         | 11.466.755                                                        | 146.142                                                           | 64.050                                                            | 234.722                                                           |
| 1984                                                              | 9.468.444                                                         | 1.008.186                                                         | 10.476.630                                                        | 167.704                                                           | 59.859                                                            | 223.828                                                           |
| 1983                                                              | 9.256.036                                                         | 885.701                                                           | 10.141.737                                                        | 158.917                                                           | 54.618                                                            | 209.253                                                           |
| 1982                                                              | 8.518.366                                                         | 760.371                                                           | 9.278.737                                                         | 147.950                                                           | 50.697                                                            | 211.394                                                           |
| 1981                                                              | 8.150.623                                                         | 967.007                                                           | 9.117.630                                                         | 161.434                                                           | 49.195                                                            | 207.945                                                           |
| 1980                                                              | 8.247.226                                                         | 947.424                                                           | 9.194.650                                                         | 161.410                                                           | 49.767                                                            | 212.744                                                           |
| 1979                                                              | 9.017.605                                                         | 802.814                                                           | 9.820.419                                                         | 171.437                                                           | 42.759                                                            | 211.942                                                           |
| 1978                                                              | 7.665.983                                                         | 701.994                                                           | 8.367.977                                                         | 169.063                                                           | 43.477                                                            | 195.011                                                           |
| 1977                                                              | 6.646.413                                                         | 686.030                                                           | 7.332.443                                                         | 173.618                                                           | 41.746                                                            | 190.026                                                           |
| 1976                                                              | 6.158.045                                                         | 648.703                                                           | 6.806.748                                                         | 162.543                                                           | 37.699                                                            | 173.525                                                           |
| 1975                                                              | 5.497.178                                                         | 615.245                                                           | 6.112.423                                                         | 153.114                                                           | 37.126                                                            | -                                                                 |
| 1974                                                              | 5.137.734                                                         | 634.482                                                           | 5.772.216                                                         | 130.869                                                           | 37.141                                                            | -                                                                 |
| 1973                                                              | 4.644.053                                                         | 561.040                                                           | 5.205.093                                                         | 112.323                                                           | 38.369                                                            | -                                                                 |
| 1972                                                              | 4.381.861                                                         | 407.101                                                           | 4.788.962                                                         | 94.532                                                            | 42.738                                                            | -                                                                 |
| 1971                                                              | 4.319.336                                                         | 378.269                                                           | 4.697.605                                                         | 84.483                                                            | 48.074                                                            | -                                                                 |
| 1970                                                              | 4.270.257                                                         | 383.186                                                           | 4.653.443                                                         | 75.078                                                            | 55.093                                                            | -                                                                 |
| 1969                                                              | 4.423.000                                                         | 381.928                                                           | 4.804.928                                                         | 78.767                                                            | 60.411                                                            | -                                                                 |
| 1968                                                              | 4.070.198                                                         | 364.580                                                           | 4.434.778                                                         | 69.442                                                            | 54.135                                                            | -                                                                 |
| 1967                                                              | 3.514.830                                                         | 338.777                                                           | 3.853.607                                                         | 59.376                                                            | 37.061                                                            | -                                                                 |
| 1966                                                              | 2.539.582                                                         | 282.425                                                           | 2.822.007                                                         | 47.680                                                            | 25.888                                                            | -                                                                 |

### Verkehrsreichste Strecken
| Rang | Stadt                      | Passagiere | Fluggesellschaften                                                         |
| ---- | -------------------------- | ---------- | -------------------------------------------------------------------------- |
| 01   | Phoenix, Arizona           | 823.140    | Alaska, American, American Eagle, Delta, Southwest                         |
| 02   | Anchorage, Alaska          | 817.390    | Alaska, Delta                                                              |
| 03   | Las Vegas, Nevada          | 797.460    | Alaska, Delta, Frontier, Southwest, Spirit                                 |
| 04   | Los Angeles, Kalifornien   | 729.300    | Alaska, American Eagle, Delta, jetBlue, United/United Express              |
| 05   | Denver, Colorado           | 717.470    | Alaska, Delta/Delta Connection, Frontier, Southwest, United/United Express |
| 06   | Chicago–O'Hare, Illinois   | 595.740    | Alaska, American, Delta, United                                            |
| 07   | Portland, Oregon           | 530.050    | Alaska, Delta/Delta Connection                                             |
| 08   | San Diego, Kalifornien     | 479.590    | Alaska, Delta                                                              |
| 09   | San Francisco, Kalifornien | 474.960    | Alaska, Delta/Delta Connection, United/United Express                      |
| 10   | Dallas/Fort Worth, Texas   | 473.240    | Alaska, American                                                           |

## Zwischenfälle
- Am 30. November 1947 setzte eine Douglas DC-4/C-54A-1-DO der US-amerikanischen Alaska Airlines (Luftfahrzeugkennzeichen NC91009) bei der Landung auf dem Flughafen Seattle-Tacoma sehr spät und mit überhöhter Geschwindigkeit auf. Die Maschine überrollte das Landebahnende, geriet nach 70 Metern eine 7 Meter hohe Böschung hinunter, kreuzte unter Verlust der linken Tragfläche und des linken Hauptfahrwerks einen Graben und dann eine Straßenkreuzung, wobei sich das ausgetretene Flugbenzin entzündete und das Wrack in Flammen hüllte. Von den 28 Insassen wurden 8 getötet, ein Besatzungsmitglied und 7 Passagiere, sowie eine Person in einem Wagen auf der Kreuzung.[13]

- Am 6. September 1953 überdrehte an einer Lockheed L-1049 Super Constellation der US-amerikanischen Northwest Airlines (N6214C) kurz nach dem Start vom Flughafen Seattle-Tacoma der Propeller Nr. 3 (rechts innen). Obwohl er in die Segelstellung geschaltet wurde, drehte er mit 400 rpm weiter. Im Steigflug durch 5000 Fuß musste wegen starken Ölverlusts auch das Triebwerk Nr. 4 (rechts außen) abgestellt werden. Für die Notlandung auf der 40 Kilometer südlich von Seattle gelegenen McChord Air Force Base (Washington, USA) konnte aufgrund eines Konstruktionsfehlers der Super Constellation nur das rechte Hauptfahrwerk verriegelt werden. Daher schleuderte die Maschine von der Landebahn herunter und brach in Flammen aus. Alle 32 Personen an Bord, sechs Besatzungsmitglieder und 26 Passagiere, konnten rechtzeitig evakuiert werden und überlebten den Unfall.[14]

- Am 2. April 1956 kam es bei einer Boeing 377 der US-amerikanischen Northwest Airlines (N74608) nach dem Einfahren der Landeklappen kurz nach dem Start vom Flughafen Seattle-Tacoma zu schweren Vibrationen. Die Flughöhe konnte nicht mehr gehalten werden, und es wurde eine Notwasserung in der Meeresbucht Puget Sound durchgeführt, knapp 9 Kilometer südwestlich des Startflughafens. Etwa 15 Minuten später sank das Flugzeug. Von den 38 Insassen kamen 5 ums Leben, 1 Besatzungsmitglied und 4 Passagiere (siehe auch Northwest-Airlines-Flug 2 (1956)).[15]

- Am 24. November 1971 wurde eine Maschine auf dem Flug 305 der Northwest Airlines von Seattle-Tacoma nach Portland von einem Mann mit dem Namen Dan Cooper entführt. Er entließ die Passagiere, nachdem er 200.000 US-Dollar und vier Fallschirme erhalten hatte. Danach ließ er das Flugzeug wieder starten und sprang mit dem Geld über dem südwestlichen Washington ab.

- Am 10. August 2018 entwendete ein Abfertiger eine De Havilland DHC-8-400 der Horizon Air und flog damit über dem Puget Sound herum, ehe die Maschine auf einer unbewohnten Insel abstürzte. Der Mann soll aus suizidaler Absicht gehandelt haben.[16]